# Yes We Can
"Yes We Can" är en sång som inspirerades ett tal av den US-amerikanska presidentkandidaten Barack Obama efter förvalen i delstaten New Hampshire. Talet hölls den 8 januari 2008 och knappt en månad senare offentliggjorde artisten will.i.am videon till sången på internetsidan dipdive.com  samt på videoportalen Youtube  under namnet ”WeCan08”.
Sången stödjer Obama inför det amerikanska presidentvalet i november 2008 och förutom artisten will.i.am medverkar 37 andra personer, mestadels sångare, skådespelare och musiker. 
Sången framförs huvudsakligen på engelska med undantag av refrängen som två gånger översätts på spanska, två gånger på hebreiska och en gång på amerikanskt teckenspråk.
Videon producerades av will.i.am utan direkt medverkan av Obamas valkampsteam och regisserades av Jesse Dylan.
I ett drygt halvår efter att videon släpptes på internet hade videoupplagan på Youtube drygt 10 miljoner träffar, vilket gör sången till en av de mest berömda populärkulturella inslagen i amerikansk valhistoria. 
I originalvideon medverkar:
| - will.i.am - 0:01 - Scarlett Johansson - 0:05 - Kareem Abdul-Jabbar - 0:21 - Common - 0:23 - John Legend - 0:32 - Bryan Greenberg (gitarr) - 0:37 - Kate Walsh - 0:44 - Tatyana Ali - 0:44 - Harold Perrineau Jr. - 0:49 - Aisha Tyler - 1:01 - Samuel Page - 1:03 - Enrique Murciano - 1:07 (spanska) - Maya Rubin - 1:08 (hebreiska) | - Esthero - 1:10 - Eric Balfour - 1:23 - Nicole Scherzinger - 1:30 - Taryn Manning - 1:41 - Amber Valletta - 1:52 - Auden McCaw - 1:52 - Kelly Hu - 1:52 - Adam Rodríguez - 1:56 (spanska) - Eric Christian Olsen - 2:02 - Sarah Wright - 2:02 - Shoshannah Stern - 2:04 (teckenspråk) - Ed Kowalczyk (gitarr) - 2:19 - Fonzworth Bentley (fiol) - 2:38 | - Amaury Nolasco - 3:24 - Hill Harper - 3:27 - Nick Cannon - 3:36 - Herbie Hancock (piano) - 3:41 - Johnathon Schaech - 3:45 - Austin Nichols - 3:50 - Tracee Ellis Ross - 4:00 - Fred Goldring (gitarr) - 4:03 - Anson Mount - Alfonso Ribeiro - Cliff Collins - Vera Farmiga |